# Châu Giang (phường)
Châu Giang là một phường thuộc thị xã Duy Tiên, tỉnh Hà Nam, Việt Nam.

## Địa lý
Phường Châu Giang nằm ở phía đông bắc thị xã Duy Tiên, có vị trí địa lý:
- Phía đông giáp các xã Chuyên Ngoại, Mộc Bắc và Mộc Nam
- Phía tây và bắc giáp thành phố Hà Nội
- Phía nam giáp phường Hòa Mạc và phường Yên Bắc.

Phường Châu Giang có diện tích 12,81 km², dân số năm 2018 là 17.219 người, mật độ dân số đạt 1.344 người/km².

## Lịch sử
Phường Châu Giang xưa là xã Trác Bút, một thôn xã cổ bên bờ sông Thiên Mạc (sông Châu Giang ngày nay), có hình như chiếc bút xung thiên như trong 4 câu thơ:
"Thiên Mạc Giang hề Trác Bút Trang
Cung đình thiên cổ thị huy hoàng
Quần thần thị lập giai oanh liệt
Thủy liễu dương dương tại điển hàn".
Sau năm 1954, phần lớn địa bàn phường Châu Giang hiện nay là hai xã Trác Bút và Chuyên Nội thuộc huyện Duy Tiên.
Ngày 18 tháng 12 năm 1976, Phủ Thủ tướng ban hành Quyết định 1507-TTCP. Theo đó, hai xã Trác Bút, Chuyên Nội và thôn Duyên Giang (xã Tiên Yên) sáp nhập thành một xã lấy tên là xã Châu Giang.
Đến năm 2018, xã Châu Giang có diện tích 14,531 km², dân số là 17.553 người, mật độ dân số đạt 1.208 người/km².
Ngày 17 tháng 12 năm 2019, Ủy ban Thường vụ Quốc hội ban hành Nghị quyết số 829/NQ-UBTVQH14 về việc sắp xếp các đơn vị hành chính cấp huyện, cấp xã thuộc tỉnh Hà Nam (nghị quyết có hiệu lực từ ngày 1 tháng 1 năm 2020). Theo đó:
- Điều chỉnh 1,721 km² diện tích tự nhiên và 334 người của xã Châu Giang vào thị trấn Hòa Mạc.
- Thành lập phường Châu Giang thuộc thị xã Duy Tiên trên cơ sở toàn bộ diện tích và dân số của xã Châu Giang.

Sau khi thành lập, phường Châu Giang có diện tích 12,81 km², dân số là 17.219 người.